# Non Phixion
Non Phixion is een hiphopgroep uit Brooklyn, New York. De leden zijn: Ill Bill, Sabac Red, Goretex en DJ Eclipse.
In 2002 brachten ze hun eerste en bekendste album The Future is Now uit. Daarop volgde het album 'The Green CD', welke een compilatiealbum is. Er werd gewerkt aan een derde album Nuclear Truth, maar deze is nooit gereleased. De groep ging in 2006 uit elkaar, maar kondigden in 2014 een comeback en een eventuele tournee aan, welke nog niet plaatsvond.

## Muziekstijl
Non Phixion maakt underground hardcore hiphop met stevige hiphopbeats en dramatische samples. Ze gebruiken regelmatig samples uit klassieke muziek zoals in "Futurama", "The C.I.A. Is Trying to Kill Me", "We Are the Future", van op het album "The Future is now". Je kan ze ook onder het subgenre gangsta rap plaatsen omwille van hun erg expliciete teksten. Ze zijn politiek kritisch, complotdenkend en maken verwijzingen naar Five Percent Nation in hun teksten. Hun muziek kan je vergelijken met het werk van onder andere Arsonists, Wu-Tang Clan, Immortal Technique en Jedi Mind Tricks.

## Discografie

### Studioalbums
- The Future Is Now (Landspeed Records, 2002)
- Nuclear Truth (niet gereleased)

### Compilatiealbums
- The Past, The Present And The Future Is Now (Uncle Howie / Matador, 2000)
- The Green CD/DVD (Uncle Howie, 2004)